# Olympische Winterspiele 2010/Teilnehmer (Kolumbien)
| Gelbes Symbol für Goldmedaillen mit stilisierten Olympischen Ringen | Graues Symbol für Silbermedaillen mit stilisierten Olympischen Ringen | Braundes Symbol für Bronzemedaillen mit stilisierten Olympischen Ringen |
| ------------------------------------------------------------------- | --------------------------------------------------------------------- | ----------------------------------------------------------------------- |
| —                                                                   | —                                                                     | —                                                                       |

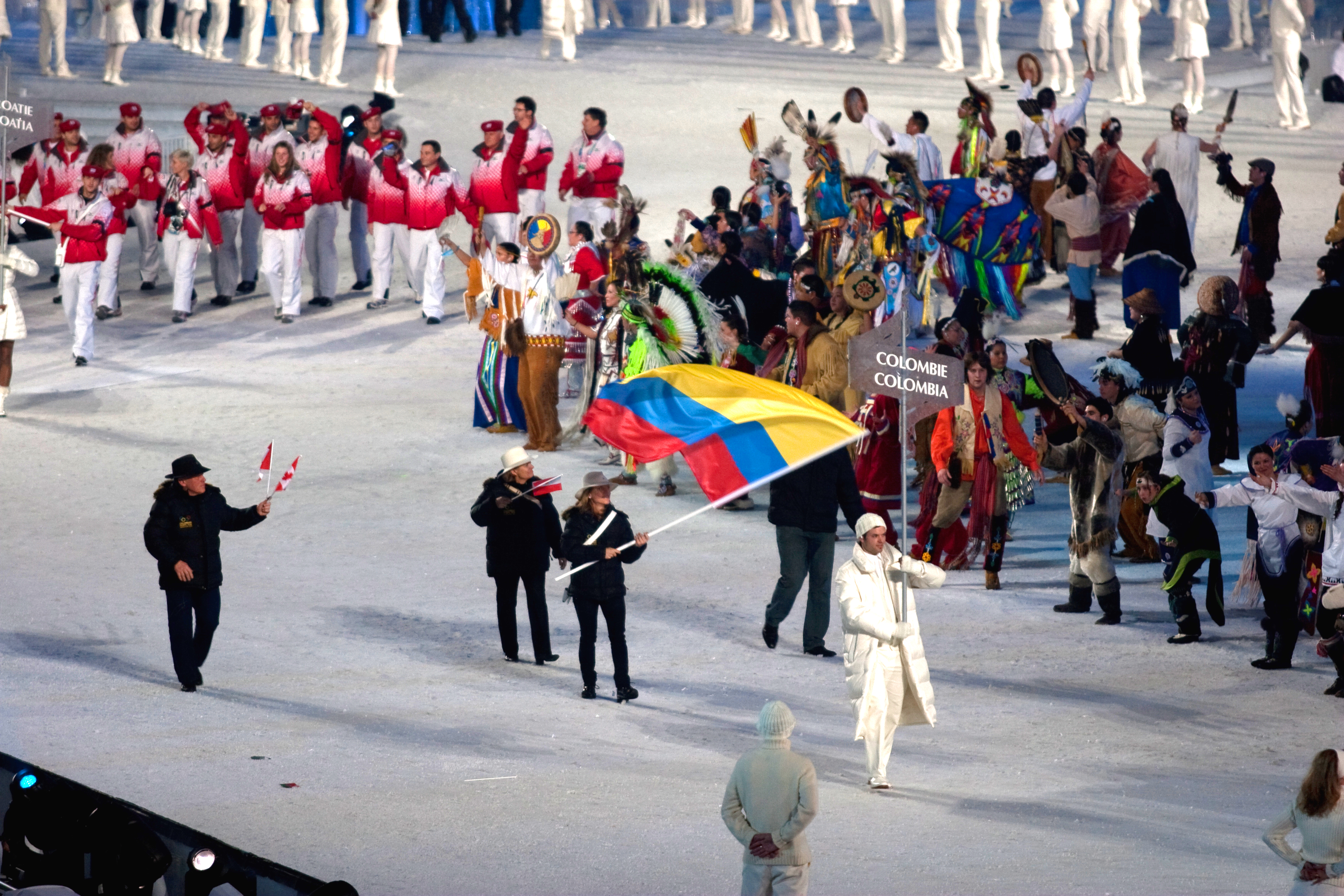
Einmarsch der kolumbianischen Delegation

Kolumbien nahm bei den Olympischen Winterspielen 2010 im kanadischen Vancouver zum ersten Mal an Olympischen Winterspielen teil. Das Land war mit einer Sportlerin, der alpinen Skirennläuferin Cynthia Denzler, vertreten. 

## Teilnehmer nach Sportarten

### Ski Alpin
Frauen
- Cynthia Denzler
Riesenslalom: im 1. Lauf ausgeschieden
Slalom: 51. Platz